# Giro d'Italia 1932
Il Giro d'Italia 1932, ventesima edizione della "Corsa Rosa", si svolse in tredici tappe, dal 14 maggio al 5 giugno 1932, su un percorso di complessivi 3 233 km. Fu vinto dall'italiano Antonio Pesenti, davanti al belga Jef Demuysere e all'altro italiano Remo Bertoni. Su 109 partenti, arrivarono al traguardo finale 66 corridori.
La ventesima edizione della corsa si caratterizzò per un percorso povero di grandi montagne, per agevolare i ciclisti che successivamente avrebbero affrontato il Tour de France. Crebbe il numero di ciclisti stranieri in gruppo, con la presenza al via di alcuni "big" come Demuysere e Antonin Magne. Dopo la prima frazione vinta da Learco Guerra, sul successivo traguardo di Udine si impose il tedesco Hermann Buse (primo straniero a vincere al Giro dopo undici anni), che guadagnò 11 minuti sui migliori e indossò la maglia rosa, mantenendola poi per altre quattro frazioni. La settima tappa, da Lanciano a Foggia, vide Antonio Pesenti della Wolsit, formazione associata alla Legnano di Alfredo Binda, andare all'attacco in solitaria, imporsi con 3'45" su Demuysere, 8'58" su Bertoni e Binda (attardato da un'indisposizione), 16'07" su Guerra (appiedato da cinque forature) e ben 33'19" su Buse, e conquistare il primato. Non lo cederà più, anche grazie al supporto di Binda nelle tappe successive, vestendo di rosa fino al traguardo finale all'Arena Civica. Proprio la tappa finale all'Arena, il 5 giugno 1932, fu per la prima volta raccontata in diretta radiofonica da Nello Corradi per l'EIAR.
Al Giro 1932 si registrò una delle ultime prestazioni di rilievo di Costante Girardengo, che a 39 anni arrivò secondo nella prima tappa, ma si ritirò poi durante la quinta. All'età di 47 anni prese il via anche il "Diavolo Rosso" Giovanni Gerbi, che riuscì persino a concludere la corsa, anche se ormai fuori gara per aver concluso fuori tempo massimo al termine dell'ottava tappa.
L'edizione 1932 del Giro fu seguita in veste di inviato speciale dallo scrittore Achille Campanile, che ne trasse una serie di articoli umoristici per la Gazzetta del Popolo di Torino, poi raccolti nel libro Battista al Giro d'Italia pubblicato da Treves in quello stesso 1932 e poi ripubblicato da Bompiani nel 1994 e da Otto/Novecento nel 2010.

## Tappe
| Tappa  | Data      | Percorso          | km    | Vincitore di tappa | Leader cl. generale |
| ------ | --------- | ----------------- | ----- | ------------------ | ------------------- |
| 1ª     | 14 maggio | Milano > Vicenza  | 207   | Learco Guerra      | Learco Guerra       |
| 2ª     | 15 maggio | Vicenza > Udine   | 183   | Hermann Buse       | Hermann Buse        |
|        | 16 maggio | giorno di riposo  |       |                    |                     |
| 3ª     | 17 maggio | Udine > Ferrara   | 225   | Fabio Battesini    | Hermann Buse        |
| 4ª     | 18 maggio | Ferrara > Rimini  | 215   | Learco Guerra      | Hermann Buse        |
|        | 19 maggio | giorno di riposo  |       |                    |                     |
| 5ª     | 20 maggio | Rimini > Teramo   | 286   | Raffaele Di Paco   | Hermann Buse        |
|        | 21 maggio | giorno di riposo  |       |                    |                     |
| 6ª     | 22 maggio | Teramo > Lanciano | 220   | Learco Guerra      | Hermann Buse        |
|        | 23 maggio | giorno di riposo  |       |                    |                     |
| 7ª     | 24 maggio | Lanciano > Foggia | 280   | Antonio Pesenti    | Antonio Pesenti     |
|        | 25 maggio | giorno di riposo  |       |                    |                     |
| 8ª     | 26 maggio | Foggia > Napoli   | 217   | Learco Guerra      | Antonio Pesenti     |
|        | 27 maggio | giorno di riposo  |       |                    |                     |
| 9ª     | 28 maggio | Napoli > Roma     | 265   | Learco Guerra      | Antonio Pesenti     |
|        | 29 maggio | giorno di riposo  |       |                    |                     |
| 10ª    | 30 maggio | Roma > Firenze    | 321   | Ettore Meini       | Antonio Pesenti     |
|        | 31 maggio | giorno di riposo  |       |                    |                     |
| 11ª    | 1º giugno | Firenze > Genova  | 276   | Remo Bertoni       | Antonio Pesenti     |
|        | 2 giugno  | giorno di riposo  |       |                    |                     |
| 12ª    | 3 giugno  | Genova > Torino   | 267   | Ettore Meini       | Antonio Pesenti     |
|        | 4 giugno  | giorno di riposo  |       |                    |                     |
| 13ª    | 5 giugno  | Torino > Milano   | 271   | Learco Guerra      | Antonio Pesenti     |
| Totale | Totale    | Totale            | 3 233 |                    |                     |

## Squadre e corridori partecipanti
Si iscrissero alla corsa 113 ciclisti, 50 in rappresentanza di dieci squadre, o "aggruppati", e 63 senza squadra, o "isolati". I partenti effettivi furono 109.
| N.           | Cod. | Squadra              |
| ------------ | ---- | -------------------- |
| 1-6, 30      |      | Maino-Clément        |
| 7-12         |      | France Sport-Pirelli |
| 13-16, 45-46 |      | Ganna-Dunlop         |
| 17-20, 47    |      | Ilva-Pirelli         |
| 21-24, 37    |      | Atala-Hutchinson     |
| 25-29        |      | Gloria-Hutchinson    |

| N.     | Cod. | Squadra            |
| ------ | ---- | ------------------ |
| 31-36  |      | Bianchi-Pirelli    |
| 38-41  |      | Legnano-Hutchinson |
| 42-44  |      | Wolsit-Hutchinson  |
| 48-50  |      | Olympia-Superga    |
| 71-127 |      | Individuali        |

## Dettagli delle tappe

### 1ª tappa
- 14 maggio: Milano > Vicenza – 207 km

Risultati
| Pos. | Corridore           | Squadra | Tempo    |
| ---- | ------------------- | ------- | -------- |
| 1    | Learco Guerra       | Maino   | 5h56'50" |
| 2    | Costante Girardengo | Maino   | s.t.     |
| 3    | Ettore Meini        | Ganna   | s.t.     |

### 2ª tappa
- 15 maggio: Vicenza > Udine – 183 km

Risultati
| Pos. | Corridore       | Squadra      | Tempo    |
| ---- | --------------- | ------------ | -------- |
| 1    | Hermann Buse    | Atala        | 5h19'34" |
| 2    | Raymond Louviot | France Sport | a 11'07" |
| 3    | Alfredo Bovet   | Bianchi      | a 11'09" |

### 3ª tappa
- 17 maggio: Udine > Ferrara – 225 km

Risultati
| Pos. | Corridore        | Squadra | Tempo    |
| ---- | ---------------- | ------- | -------- |
| 1    | Fabio Battesini  | Gloria  | 6h43'30" |
| 2    | Raffaele Di Paco | Wolsit  | s.t.     |
| 3    | Learco Guerra    | Maino   | s.t.     |

### 4ª tappa
- 18 maggio: Ferrara > Rimini – 215 km

Risultati
| Pos. | Corridore        | Squadra | Tempo    |
| ---- | ---------------- | ------- | -------- |
| 1    | Learco Guerra    | Maino   | 6h39'55" |
| 2    | Raffaele Di Paco | Wolsit  | s.t.     |
| 3    | Ettore Meini     | Ganna   | s.t.     |

### 5ª tappa
- 20 maggio: Rimini > Teramo – 286 km

Risultati
| Pos. | Corridore        | Squadra | Tempo    |
| ---- | ---------------- | ------- | -------- |
| 1    | Raffaele Di Paco | Wolsit  | 9h57'00" |
| 2    | Fabio Battesini  | Gloria  | a 3'50"  |
| 3    | Michele Mara     | Bianchi | s.t.     |

### 6ª tappa
- 22 maggio: Teramo > Lanciano – 220 km

Risultati
| Pos. | Corridore        | Squadra | Tempo    |
| ---- | ---------------- | ------- | -------- |
| 1    | Learco Guerra    | Maino   | 7h22'10" |
| 2    | Alfredo Binda    | Legnano | s.t.     |
| 3    | Raffaele Di Paco | Wolsit  | s.t.     |

### 7ª tappa
- 24 maggio: Lanciano > Foggia – 280 km

Risultati
| Pos. | Corridore        | Squadra | Tempo    |
| ---- | ---------------- | ------- | -------- |
| 1    | Antonio Pesenti  | Wolsit  | 9h23'43" |
| 2    | Raffaele Di Paco | Wolsit  | a 3'42"  |
| 3    | Jef Demuysere    | Ganna   | a 3'45"  |

### 8ª tappa
- 26 maggio: Foggia > Napoli – 217 km

Risultati
| Pos. | Corridore     | Squadra | Tempo    |
| ---- | ------------- | ------- | -------- |
| 1    | Learco Guerra | Maino   | 6h58'30" |
| 2    | Michele Mara  | Bianchi | s.t.     |
| 3    | Jef Demuysere | Ganna   | s.t.     |

### 9ª tappa
- 28 maggio: Napoli > Roma – 265 km

Risultati
| Pos. | Corridore       | Squadra | Tempo    |
| ---- | --------------- | ------- | -------- |
| 1    | Learco Guerra   | Maino   | 9h05'25" |
| 2    | Michele Mara    | Bianchi | s.t.     |
| 3    | Antonio Negrini | Maino   | s.t.     |

### 10ª tappa
- 30 maggio: Roma > Firenze – 321 km

Risultati
| Pos. | Corridore     | Squadra | Tempo     |
| ---- | ------------- | ------- | --------- |
| 1    | Ettore Meini  | Ganna   | 11h50'30" |
| 2    | Learco Guerra | Maino   | s.t.      |
| 3    | Alfredo Binda | Legnano | s.t.      |

### 11ª tappa
- 1º giugno: Firenze > Genova – 276 km

Risultati
| Pos. | Corridore       | Squadra | Tempo    |
| ---- | --------------- | ------- | -------- |
| 1    | Remo Bertoni    | Legnano | 8h32'45" |
| 2    | Marco Giuntelli | Isolati | s.t.     |
| 3    | Luigi Barral    | Olympia | s.t.     |

### 12ª tappa
- 3 giugno: Genova > Torino – 267 km

Risultati
| Pos. | Corridore     | Squadra | Tempo    |
| ---- | ------------- | ------- | -------- |
| 1    | Ettore Meini  | Ganna   | 9h09'46" |
| 2    | Learco Guerra | Maino   | s.t.     |
| 3    | Michele Mara  | Bianchi | s.t.     |

### 13ª tappa
- 5 giugno: Torino > Milano – 271 km

Risultati
| Pos. | Corridore     | Squadra | Tempo    |
| ---- | ------------- | ------- | -------- |
| 1    | Learco Guerra | Maino   | 8h25'10" |
| 2    | Alfredo Binda | Legnano | st.      |
| 3    | Ettore Meini  | Ganna   | s.t.     |

## Classifiche finali

### Classifica generale - Maglia rosa
| Pos. | Corridore         | Squadra | Tempo      |
| ---- | ----------------- | ------- | ---------- |
| 1    | Antonio Pesenti   | Wolsit  | 105h42'41" |
| 2    | Jef Demuysere     | Ganna   | a 11'09"   |
| 3    | Remo Bertoni      | Legnano | a 12'27"   |
| 4    | Learco Guerra     | Maino   | a 16'34"   |
| 5    | Kurt Stöpel       | Atala   | a 17'21"   |
| 6    | Michele Mara      | Bianchi | a 17'48"   |
| 7    | Alfredo Binda     | Legnano | a 19'27"   |
| 8    | Luigi Barral      | Olympia | a 25'01"   |
| 9    | Felice Gremo      | Legnano | a 27'24"   |
| 10   | Renato Scorticati | Olympia | a 37'56"   |

### Classifica stranieri
| Pos. | Corridore        | Squadra    | Tempo      |
| ---- | ---------------- | ---------- | ---------- |
| 1    | Jef Demuysere    | Ganna      | 105h53'50" |
| 2    | Kurt Stöpel      | Atala      | a 6'12"    |
| 3    | Julien Vervaecke | Ganna      | a 27'40"   |
| 4    | Hermann Buse     | Atala      | a 40'27"   |
| 5    | Raymond Louviot  | France Sp. | a 1h10'48" |

### Classifica isolati
| Pos. | Corridore          | Squadra | Tempo      |
| ---- | ------------------ | ------- | ---------- |
| 1    | Aristide Cavallini | Isolati | 106h27'19" |
| 2    | Francesco Bonino   | Isolati | a 1'59"    |
| 3    | Agostino Bellandi  | Isolati | a 4'02"    |
| 4    | Ettore Balma Mion  | Isolati | a 10'01"   |
| 5    | Luigi Tramontini   | Isolati | a 18'48"   |

### Classifica a squadre - Trofeo Morgagni
| Pos. | Squadra              | Tempo      |
| ---- | -------------------- | ---------- |
| 1    | Legnano-Hutchinson   | 318h07'21" |
| 2    | Ganna-Dunlop         | a 47'02"   |
| 3    | Maino-Clément        | a 1h16'30" |
| 4    | Olympia-Superga      | a 1h25'12" |
| 5    | Atala-Hutchinson     | a 1h58'32" |
| 6    | Bianchi-Pirelli      | a 3h22'34" |
| 7    | France Sport-Pirelli | a 4h41'17" |